# Aeropuerto Benito Salas
El Aeropuerto Benito Salas Vargas (IATA: NVA, OACI: SKNV) es uno de los principales terminales aéreos del sur de Colombia, se encuentra ubicado en el norte de la ciudad de Neiva, Huila, Colombia. Sirve principalmente a la ciudad y a otras regiones del departamento que se conectan por vía terrestre y ubican al sur del territorio colombiano.

## Historia
El aeropuerto toma su nombre del prócer de la independencia Benito Salas Vargas, cuyo cuerpo, se cree, fue enterrado en la hacienda La Manguita, lugar donde fue construido el aeropuerto. Por interés regional y del Gobierno Nacional, se decidió construir el aeropuerto en Neiva, uniendo los terrenos de la finca «La Manguita» de propiedad de Bertha Borrero de Valenzuela, con las de Abacú Lozano, conocidos con el nombre de «La Cucaracha», y otros pertenecientes a Silvestre Falla Borrero, completando así 130 hectáreas.
En la década de los 80, se le restó una franja longitudinal para la ampliación de la carrera Segunda en el barrio Cándido Leguízamo. Posteriormente la Aeronáutica Civil compró al norte los terrenos de la conocida Plaza de Ferias, de propiedad del Fondo Ganadero del Huila que en la época era gerenciado por Hernando Yepes Cantillo. Los estudios y planos de «La Manguita» fueron diseñados en el Ministerio de Obras Públicas, adjudicándose la construcción al ingeniero Ismael Cabrera Gutiérrez. La edificación se construyó en el lugar que ocupa la sede regional de la Cruz Roja, la cual conserva algunos rasgos de la arquitectura original en la torre de control.

### Construcción
Años más tarde y finalizando el gobierno del presidente Carlos Lleras Restrepo se construyó el edificio que hoy conocemos; pero la inauguración fue en el gobierno de Misael Pastrana Borrero en 1974. Los diseños arquitectónicos plantean parámetros propios del estilo moderno internacional, y fueron elaborados por el arquitecto bogotano Antonio Uribe Martínez, quien interpretó muy bien las exigentes condiciones de nuestro clima, utilizando grandes terrazas y aleros en la cubierta, muros de gran espesor y fachadas en ladrillo a la vista para garantizar durabilidad; posee accesos bien definidos, un correcto manejo de las circulaciones de aire y lo más importante: Una implantación agradable que permitía una comunicación visual directa de los pasajeros y visitantes con los aviones en el momento de salida o llegada.

### Remodelación y ampliación
En el mes de julio del año 2014, comenzaron las obras de ampliación de la pista del Aeropuerto Benito Salas Vargas de Neiva por parte de la Aerocivil, unas ampliaciones que van de 300 metros de longitud con lo cual quedaría con un total de 2145 metros; estas obras están llegando a cierres que dio a conocer la Aerocivil durante 8 fines de semana, por lo cual generó traumatismo para los entes locales como la Alcaldía y Gobernación los cuales le pidieron a la Aerocivil realizar estos cierres en horarios que no afectaran el transporte aéreo de la ciudad.
En el 2017, la Aerocivil y la Alcaldía de la ciudad han desarrollado diferentes técnicas con el fin de aumentar el turismo en la ciudad de Neiva y sus alrededores, por ello han instalado en el aeropuerto un punto de información dedicada a comunicar a los viajeros las diferentes actividades que se pueden desarrollar en esta zona del país. Igualmente, se dispuso de un punto con guías turísticas, gastronómicas y hoteleras. También se adecuó en la terminal una pantalla táctil conectada a internet para que las personas que se acerquen al aeropuerto puedan conocer el estado de los vuelos, realizar el Web Check-In, consultar acerca de las actividades que ofrece la ciudad, monitorear en tiempo real la llegada y salida de los vuelos, etc. En la temporada de junio, en las que se desarrollan las fiestas del San Pedro, el aeropuerto se adecua con decoración relacionada con estas fiestas que son icónicas en Colombia y se realizan varias coreografías relacionadas con esta festividad en la Terminal, especialmente en la zona de llegadas nacionales.

### Nuevas rutas
En el primer semestre del 2018, con las distintas adecuaciones que se les están realizando a la terminal, entraría en operación la aerolínea de bajo costo Viva Colombia, una nueva aerolínea netamente huilense llamada SANTA y se espera que la Aerocivil otorgue todos los permisos necesarios a la aerolínea de bandera venezolana llamada Avior para la creación de una aerolínea filial, que operaría en distintos destinos nacionales, llamada Gran Colombiana de Aviación. Está aerolínea mostró interés de operar entre Neiva y Cali.
A finales de 2018, La Aerocivil le otorgó permiso de operación a EasyFly para que operara la ruta Neiva-Cali con cuatro frecuencias semanales. En el primer semestre de 2019, ante los buenos resultados de la ruta, EasyFly aumentó sus frecuencias a Cali con un vuelo diario. Así mismo, en el mes de marzo, EasyFly comenzará a operar la ruta Neiva-Puerto Asís con tres frecuencias semanales.

## Descripción
El aeropuerto se encuentra ubicado dentro del casco urbano de Neiva en el núcleo urbano de la ciudad, siendo rodeado por las comunas 1 y 2, a unos 3 km del centro de la ciudad, la distancia en carro supone aproximadamente 10 minutos de media, aunque este tiempo puede aumentar durante los periodos pico. Actualmente cuenta con:
- Pista y calles de rodaje: Pista de dimensiones 1.688x40m clave 3C • El pavimento flexible tiene un PCN de 34/F/B/X/T y la superficie pavimentada. El aeropuerto dispone de dos calles de rodaje que forman 45° con la pista y que terminan en un solo punto de espera en plataforma a 75m del eje de pista, con un ancho de calle de 25m.
- Plataformas: Se dispone de una plataforma de estacionamiento de aeronaves con 3 posiciones para aeronaves clave C, 2 posiciones clave B y zona de plataforma en extremo sur de puestos de estacionamiento clave A sin señalización horizontal. En la plataforma de estacionamiento, existen cuatro posiciones dedicadas para aviación general.
- Terminal de pasajeros: El edificio terminal cuenta con un hall de salidas y llegadas, que recibe a los pasajeros a la entrada y conduce a los pasajeros desde la zona de facturación hasta los controles de seguridad. Cuenta con diversas zonas comerciales y está conectado con el hall de llegadas. Así mismo permite el acceso a las oficinas del personal del aeropuerto. El edificio terminal cuenta con una única zona de facturación para dar servicio a los vuelos domésticos del aeropuerto, control de seguridad, una sala de abordaje, una zona de reclamo de equipaje.
- Terminal de carga: Actualmente no existe terminal de carga en el aeropuerto NVA. Sin embargo, se ha adecuado una zona dentro del edificio del antiguo terminal, dedicada al movimiento de encomiendas y paquetes,
- Accesos y parqueaderos: El aeropuerto Benito Salas, se encuentra dentro de la cabecera urbana del municipio de Neiva, está rodeado de urbanizaciones de uso residencial y comercial, por lo que se encuentra dotado de vías de acceso colindantes directas. Frente al terminal del aeropuerto se encuentran dos espacios destinados a parqueadero, con una superficie conjunta aproximada de 3600 m². Por último, en la acera del terminal se dispone de una zona de parada de taxis.
- Torre de control: La torre de control de NVA se encuentra localizada al sureste del centro de pista, al norte del edificio terminal de pasajeros. La torre tiene una altura aproximada de 28 metros.
- Instalaciones y servicios auxiliares: Cuenta con una zona de oficinas administrativas, una zona de sanidad aeroportuaria se encuentra ubicada en “pasillo rojo” frente a plataforma, en el nivel cero y bajo las llegadas nacionales con 343 m², un servicio de extinción de incendios de categoría 6, según la AIP. En la zona sureste del aeropuerto, se encuentran varios edificios anexos. Entre ellos se incluyen tres hangares para servicios comerciales, y las instalaciones de la Región 2 Antinarcóticos de la Policía Nacional. Además, tiene un centro de acopio temporal para la actividad de recolección, manejo, almacenamiento y reparación de residuos sólidos ubicado en antiguo terminal con un área aproximada de 128 m² .

## Aerolíneas y destinos
Actualmente el aeropuerto Benito Salas de la ciudad de Neiva ofrece 4 destinos a distintas ciudades de Colombia, las cuales se muestran a continuación con sus aerolíneas y frecuencias semanales:
- Avianca: 3 vuelos diarios al Aeropuerto Internacional El Dorado de Bogotá.
- Latam Airlines: 1 vuelo diario al Aeropuerto Internacional El Dorado de Bogotá.
- Clic: 5 vuelos diarios entre semana al Aeropuerto Internacional El Dorado de Bogotá, y 3 vuelos diarios los fines de semana. También esta misma aerolínea ofrece 2 vuelos los días lunes y viernes al Aeropuerto Internacional José María Córdova del Área Metropolitana de Medellín.

| Ciudades                        | Nombre del aeropuerto                           | Avianca | Clic | LATAM | Satena | # |
| ------------------------------- | ----------------------------------------------- | ------- | ---- | ----- | ------ | - |
| Bogotá                          | Aeropuerto Internacional El Dorado              | •       |      | •     |        | 4 |
| Bogotá                          | Terminal Puente Aéreo                           |         | •    |       |        | 4 |
| Medellín                        | Aeropuerto Internacional José María Córdova     |         |      |       |        | 2 |
| Medellín                        | Aeropuerto Olaya Herrera                        |         | •    |       |        | 2 |
| Cali                            | Aeropuerto Internacional Alfonso Bonilla Aragón |         | •    |       | • *    | 2 |
| San Vicente                     | Aeropuerto Eduardo Falla Solano                 |         |      |       | • *    | 1 |
| Total: 4 destinos, 4 aerolíneas | Total: 4 destinos, 4 aerolíneas                 | 1       | 3    | 1     | 2      |   |

*Inician el 23 de septiembre
Equipos
- Avianca: ATR 72 / Airbus A319 / Airbus A320
- Clic: ATR 42 / ATR 72
- LATAM (Colombia): Airbus A319 / Airbus A320

### Chárter
- Searca: Bogotá (BOG)
  - Equipos: Beechcraft 1900D / Let L-410 Turbole

### Carga
- Líneas Aéreas Suramericanas: Bogotá (BOG)

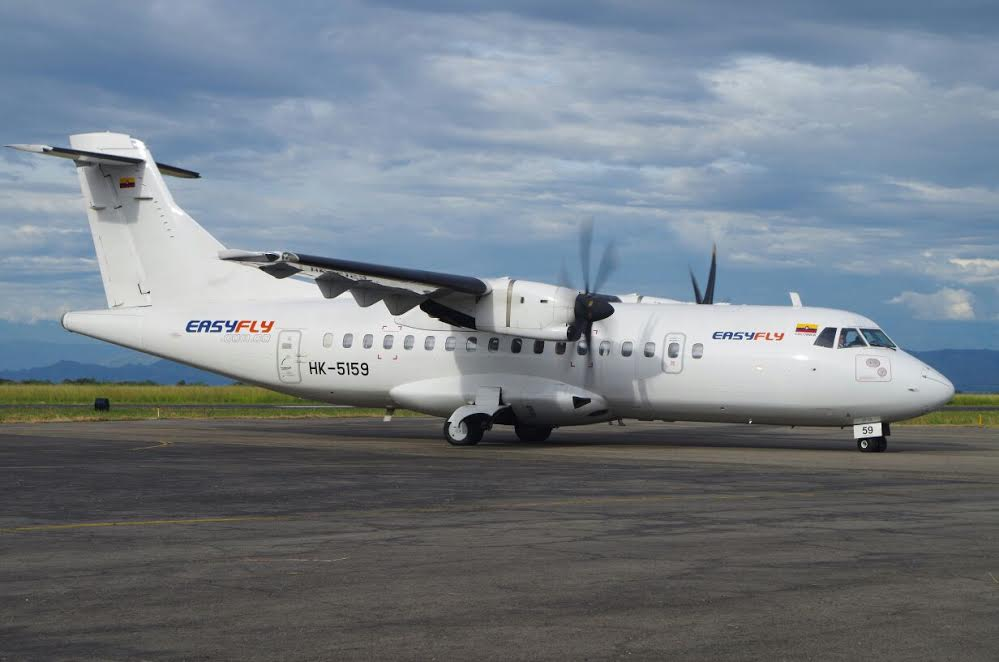
ATR 42 de Clic, una de las aeronaves que opera en el aeropuerto.

- AerCaribe: Bogotá (BOG)

### Aerolíneas que cesaron operación

##### Aerolíneas extintas
| Aerolíneas                              | Ciudades | Fecha de operación |
| --------------------------------------- | --- | ------------------ |
| TAO - Taxi Aéreo Opita 5 destinos       | - Florencia / Aeropuerto Gustavo Artunduaga - San Vicente del Caguán / Aeropuerto Eduardo Falla Solano - Bogotá / Aeropuerto internacional El Dorado - Puerto Asís / Aeropuerto Tres de Mayo - Ibagué / Aeropuerto Perales | Años 1960 a 1974   |
| Avianca Aerotaxi 3 destinos             | - Bogotá / Aeropuerto Internacional El Dorado - Florencia / Aeropuerto Gustavo Artunduaga - Ibagué / Aeropuerto Perales | 1948 a 1974        |
| Intercontinental de Aviación 2 destinos | - Florencia / Aeropuerto Gustavo Artunduaga - Bogotá / Aeropuerto Internacional El Dorado | 1974 a 2004        |
| AeroTaca 2 destinos                     | - Bogotá / Aeropuerto Internacional El Dorado - Florencia / Aeropuerto Gustavo Artunduaga | 1992               |
| VivaAir 1 destino                       | - Cartagena / Aeropuerto Internacional Rafael Núñez | 2012 a 2023        |

#### Aerolíneas operativas
| Aerolíneas | Ciudades                                               | Fecha de operación |
| --- | ------------------------------------------------------ | ------------------ |
| LATAM (antes LAN y Aires) 10 destinos                                                                                             |                                                        |                    |
| Florencia / Aeropuerto Gustavo Artunduaga                                                                                         | 1981 a 2011                                            |                    |
| Cali / Aeropuerto Internacional Alfonso Bonilla Aragón (directo o vía Ibagué: NVA-IBE-CLO. Vía Ibagué y Pereira: NVA-IBE-PEI-CLO) | 1981 a 2011                                            |                    |
| Medellín / Aeropuerto Enrique Olaya Herrera (directo o vía Ibagué: NVA-IBE-EOH)                                                   | 1981 a 2011                                            |                    |
| Puerto Asís / Aeropuerto Tres de Mayo                                                                                             | 1981 a 2011                                            |                    |
| Puerto Leguízamo / Aeropuerto Caucayá (directo o vía Puerto Asís: NVA-PUU-LQM)                                                    | 1981 a 2011                                            |                    |
| San Vicente del Caguán / Aeropuerto Eduardo Falla Solano                                                                          | 1981 a 2011                                            |                    |
| Ipiales / Aeropuerto San Luis (vía Puerto Asís: NVA-PUU-IPI)                                                                      | 1981 a 2011                                            |                    |
| Ibagué / Aeropuerto Perales | 1981 a 2011                                            |                    |
| Pereira / Aeropuerto Internacional Matecaña (vía Ibagué: NVA-IBE-PEI)                                                             | 1981 a 2011                                            |                    |
| Pitalito / Aeropuerto Contador | 1981 a 2011                                            |                    |
| Satena 2 destinos | Bogotá / Aeropuerto Internacional El Dorado            | Hasta 2010         |
| Satena 2 destinos | Puerto Leguízamo / Aeropuerto Caucayá                  | Hasta 2010         |
| Clic 4 destinos | Puerto Asís / Aeropuerto Tres de Mayo                  | 2021               |
| Clic 4 destinos | Villavicencio / Aeropuerto Vanguardia                  | 2019 a 2020        |
| Clic 4 destinos | Cali / Aeropuerto Internacional Alfonso Bonilla Aragón |                    |
| Clic 4 destinos | Medellín / Aeropuerto Enrique Olaya Herrera            |                    |

## Estadísticas
| Año  | Pasajeros totales | % cambio | Operaciones | % cambio | Carga (tn) | % cambio |
| ---- | ----------------- | -------- | ----------- | -------- | ---------- | -------- |
| 2000 | 164 538           |          | 22 399      |          | 3792       |          |
| 2001 | 184 666           | 12,2     | 19 995      | 10,7     | 2481       | 34,6     |
| 2002 | 187 552           | 1,6      | 20 514      | 2,6      | 2737       | 10,3     |
| 2003 | 155 546           | 17,1     | 18 196      | 11,3     | 1710       | 37,5     |
| 2004 | 195 259           | 25,5     | 19 922      | 9,5      | 2730       | 59,6     |
| 2005 | 201 379           | 3,1      | 19 439      | 2,4      | 3678       | 34,7     |
| 2006 | 229 946           | 14,2     | 18 039      | 7,2      | 2744       | 25,4     |
| 2007 | 268 799           | 16,9     | 18 547      | 2,8      | 1895       | 30,9     |
| 2008 | 293 279           | 9,1      | 19 186      | 3,4      | 1780       | 6,1      |
| 2009 | 277 069           | 5,5      | 18 008      | 6,1      | 1136       | 36,2     |
| 2010 | 305 380           | 10,2     | 18 967      | 5,3      | 1025       | 9,8      |
| 2011 | 290 010           | 5,0      | 17 605      | 7,2      | 866        | 15,5     |
| 2012 | 308 665           | 6,4      | 17 217      | 2,2      | 880        | 1,6      |
| 2013 | 327 506           | 6,1      | 18 443      | 7,1      | 998        | 13,5     |
| 2014 | 312 214           | 4,7      | 16 487      | 10,6     | 595        | 40,4     |
| 2015 | 324 216           | 3,8      | 17 799      | 8,0      | 480        | 19,3     |
| 2016 | 308 303           | 4,91     | 17 347      | 2,53     | 361        | 24,7     |
| 2017 | 298.934           | 3.04     | 18 074      | 4,19     | 266        | 26,3     |
| 2018 | 273.620           | 8,5      | 17 726      | 2,7      | 595        | 40,4     |
| 2019 | 306.212           |          |             |          |            |          |
| 2022 | 426.899           |          |             |          |            |          |
| 2023 | 383.886           |          |             |          |            |          |

## Inicio de operaciones Aerolínea Santa
A inicios de 2016, el grupo empresarial Andalucía dio a conocer a los medios de comunicación que estaban en la consolidación de una aerolínea regional llamada SANTA (Servicios Asociados Nacionales de Transportes Aéreos) que atenderá las demandas de los usuarios que viajen desde y hacia la ciudad de Neiva. Esta aerolínea tendría su centro de operaciones en el Aeropuerto Benito Salas y contaría con destinos de gran impacto para la región como lo son, entre otros, Bogotá, Florencia, Yopal, Villavicencio, Puerto Leguízamo, Cali, Pereira y Quibdó.
Como lo anunció el gerente del grupo empresarial, esta aerolínea se concentrará en los departamentos del Huila, Caquetá, Meta y Putumayo, pues son departamentos con grandes oportunidades de inversión, pero con pocas opciones de transporte aéreo. De acuerdo con la Aeronáutica Civil, están aprobadas todas las rutas comerciales, infraestructura y los manuales están en su etapa final. Se espera que en los próximos días la aerolínea empiece la fase de vuelos de prueba para así realizar su vuelo inaugural en los próximos meses.
Así mismo, el proyecto ya cuenta con los espacios en el Aeropuerto Benito Salas de Neiva, con el counter para Check In, oficinas y bodegas. Se tiene proyectado que la aerolínea SANTA inicie sus operaciones a finales de 2017 o primer trimestre de 2018.
En enero de 2019 se anunció que la aerolínea superó todos los inconvenientes que le impedían iniciar operaciones, y que espera que en este primer semestre inicie operaciones. Las aeronaves con las que la aerolínea operará son: Benchcraft 1900, Jetstream, Embraer 145 y Embraer 120
La aerolínea empezó a operar en marzo de 2019, inicialmente en la ruta Neiva - Puerto Asís - Neiva.

## Ampliación terminal
Durante el año 2010 y 2011, se realizaron obras de remodelación y ampliación de la terminal aérea, pues las antiguas instalaciones comprenden un área de 1700 m² (metros cuadrados), mientras que con las nuevas modificaciones, el aeropuerto estará por encima de los 5600 m², donde tendrá una nueva torre de control, cuartel de bomberos, subestación eléctrica, construcción de una vía que comunica el cuartel de bomberos con la plataforma, obras de urbanismo y locales comerciales, entre otros proyectos, para así quedar en categoría OACI, cumpliendo con todos los estándares de la Organización de Aviación Internacional. El 24 de mayo de 2012, en presencia del Presidente de la República Juan Manuel Santos y el director de la Aeronáutica Civil Santiago Castro, se inauguró la ampliación del Aeropuerto, donde se entregó la nueva torre de control, la nueva sala de abordaje, locales comerciales, etc., justificando así la inversión de más de 15 000 millones de pesos realizada en el complejo. Gracias a la ampliación, la terminal cuenta con unas oficinas de rentas de autos.

## Llegada de Viva Colombia
Para el 2012, la aerolínea de bajo costo Viva Colombia anunció que tendrá vuelos a Neiva, saliendo desde la ciudad de Medellín, luego de que la Aeronáutica Civil aprobara esta ciudad como uno de sus destinos. El 31 de mayo de 2012, mediante su página web de Facebook, anunciaron que Neiva será tenida en cuenta para sus vuelos a partir de enero de 2013, dentro del segundo semestre de operaciones de la Aerolínea.
A finales de 2016, la aerolínea de bajo costo Viva Colombia informó a través de rueda de prensa que había solicitado a la aeronáutica civil la adición de siete frecuencias semanales para la ruta Bogotá-Neiva-Bogotá, teniendo en cuenta que el sector sur colombiano es un eje de gran importancia para la economía del País. Esta es la fecha que la aerolínea no se ha vuelto a pronunciar al respecto, sin embargo, se conoce que Viva Colombia adquirió alrededor de 50 aviones tipo Airbus A320 y que comenzarán a llegar a partir de mayo de 2018, con lo cual se espera que en el segundo trimestre de 2018 esta aerolínea empiece a operar en el Benito Salas Vargas de Neiva

## Concesión
La Agencia Nacional de Infraestructura (ANI) confirmó que en el mes de octubre será adjudicada la concesión de la modernización del aeropuerto de Neiva Benito Salas Vargas, paquete en el que también se adjudicarán las concesiones de los terminales aéreos Ernesto Cortissoz de Barranquilla, El Edén de Armenia y el Guillermo León Valencia de Popayán.
Para dicho proceso, la ANI destacó que hasta el mes de septiembre recibirá las propuestas de los grupos interesados en modernizar dichos aeropuertos, obras que esperan mejorar considerablemente la movilidad aérea en Colombia.
En el caso del aeropuerto Benito Salas Vargas ya hay 10 firmas precalificadas para participar en la puja. Estas cuentan con experiencia en la operación de aeropuertos en Colombia, Inglaterra, México, Chile y Argentina, y en construcción de obras aeroportuarias en España, Colombia, Argentina y China.
El propósito de la ANI es que el aeropuerto de Neiva cuente con una infraestructura moderna, que impulse el desarrollo de la región y que acompañen el nivel de expansión del tráfico de pasajeros y carga que requiere la región para ser más competitiva.
Específicamente para el aeropuerto Benito Salas de Neiva se estiman inversiones superiores a los 75 000 millones de pesos, enfocadas, entre otras, en la ampliación de la pista por ambas cabeceras y la construcción de plataformas de viraje.
Asimismo, la instalación del sistema de aire acondicionado para la terminal de pasajeros, la renovación de los equipos de la terminal como son máquinas y cintas transportadoras, arcos y máquinas de rayos X, counters de check-in, mobiliarios; la ampliación de plataforma, la adecuación de accesos viales internos, la construcción del parqueadero para visitantes, el desarrollo de locales comerciales y corredores viales.
Según el plan que tiene estructurado la Agencia Nacional de Infraestructura, teniendo en cuenta las principales falencias que tiene en la actualidad el Aeropuerto Benito Salas, en el primer quinquenio de la concesión se invertirán 38 000 millones de pesos, especialmente para la ampliación de la pista y mejoramiento de la plataforma, lo que permitirá que a Neiva aterricen aeronaves de mayor tamaño, como los Airbus A320.

## Obras a ejecutar para la Concesión
- Ampliación de pista por ambas cabeceras y construcción de plataformas de viraje.
- Recarpeteo de pista al inicio y nuevamente a los 10 años.
- Nueva calle de rodaje hacia cabecera 02.
- Instalación del sistema de aire acondicionado para la terminal de pasajeros.
- Renovación de los equipos de la terminal de pasajeros (máquinas y cintas transportadoras, arcos y máquinas de rayos X, counters de check-in, mobiliarios etc.
- Adecuación de PAS, Fids, Bids, red de cableado estructurado, Cute y Cuss. Reposición de vehículos del Servicio Extinción de Incendios. Ampliación de plataforma. Adecuación de accesos viales internos.
- Construcción del parqueadero para visitantes.

Vale la pena destacar que en la actualidad la Aeronáutica Civil está ejecutando una serie de obras para mejorar las condiciones del Benito Salas, mientras se adjudica la concesión.

## Aeropuertos cercanos
Ordenados por cercanía a 200 km a la redonda:
- San Vicente del Caguán: Aeropuerto Eduardo Falla Solano (106 km).
- Santiago de Cali: Aeropuerto Internacional Alfonso Bonilla Aragón (138 km).
- Pitalito: Aeropuerto Contador (150 km).
- Florencia: Aeropuerto Gustavo Artunduaga (154 km).
- Popayán: Aeropuerto Guillermo León Valencia (156 km).
- Ibagué: Aeropuerto Perales (164 km).
- Armenia: Aeropuerto Internacional El Edén (174 km).
- La Macarena: Aeropuerto Javier Noreña Valencia (188 km).